# 珀蒂维尔 (卡尔瓦多斯省)
珀蒂维尔（法語：Petiville，法語發音：[pətivil] ⓘ）是法国卡尔瓦多斯省的一个市镇，属于卡昂区。

## 地理
珀蒂维尔（49°14'33"N, 0°10'30"W）面积2.89 平方千米，位于法国诺曼底大区卡爾瓦多斯省，该省份为法国西北部沿海省份，北濒大西洋英吉利海峡，东北与滨海塞纳省以海上边界相接，东临厄尔省，南至奧恩省，西与芒什省接壤。
与珀蒂维尔接壤的市镇（或旧市镇、城区）包括：巴旺、瓦拉维尔。

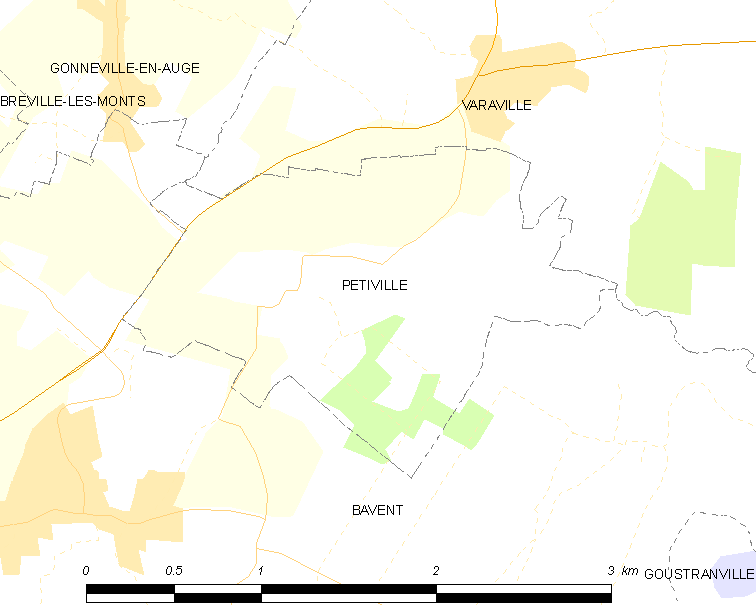
的OSM定位图

珀蒂维尔的时区为UTC+01:00、UTC+02:00（夏令时）。

## 行政
珀蒂维尔的邮政编码为14390，INSEE市镇编码为14499。

## 政治
珀蒂维尔所属的省级选区为卡堡县。

## 人口

1962-2008年间人口变化图示

珀蒂维尔于2022年1月1日时的人口数量为559人。